# Plebejus boharti
Plebejus boharti är en fjärilsart som beskrevs av Gunder 1932. Plebejus boharti ingår i släktet Plebejus och familjen juvelvingar. Inga underarter finns listade i Catalogue of Life.